# Julia Quinnová
Julia Quinn (* 1970) je americká autorka románů o rodině Bridgertonových. Podle její první knihy Duke and I byl natočen seriál Bridgertonovi na streamovací platformě Netflix. V seriálu a románech se děj zasazený do let 1813 až 1827 točí kolem 8 dětí vdovy Bridgertonové a světa vysoké londýnské smetánky.

## Seznam románů:[1][2]

### Bridgertonovi
- Vévoda a já

- Vikomt, který mě miloval
- Nevhodný návrh
- Čekanka
- S láskou, Eloise
- Nečekaná láska
- Poznáš to z polibků
- Před svatbou
- Šťastně až do smrti

### Dva vévodové z Wyndhamu
- Ztracený vévoda z Wyndhamu
- Pan Cavendish, jestli se nemýlím

### Bevelstoke
- Tajné deníky slečny Mirandy Cheeverové
- Láska v nebezpečí
- Deset důvodů, proč tě miluji

### Smythe-Smith Quartet
- Jako v ráji
- Noc jako ta dnešní
- Všechny tvé polibky
- Tajnosti sira Richarda

### Rokesby (Bridgerton prequel)
- Za vším hledej Bridgertonovy
- Falešná manželka
- Trochu jiná slečna Bridgertonová
- Skandál na spadnutí

### Dále napsala:
- S dalšími třemi autory (Suzanne Enoch, Karen Hawkins a Mia Ryan) sepsala novely:
  - The Further Observations of Lady Whistledown
  - Lady Whistledown strikes back